# تیم سولسا
تیم سولسا (به انگلیسی: Tim Solso) (زاده ۵ مارس ۱۹۴۷) کارآفرین و مدیر ارشد اجرایی آمریکایی است، که اکنون به‌عنوان رییس هیئت مدیره شرکت جنرال موتورز فعالیت می‌نماید. وی پیش از این، برای مدت ۱۱ سال مدیر عامل اجرایی شرکت خودروسازی کامینز بود.